# Pseudoplanodes xenoceroides
Pseudoplanodes xenoceroides är en skalbaggsart som först beskrevs av Heller 1923.  Pseudoplanodes xenoceroides ingår i släktet Pseudoplanodes och familjen långhorningar.
Artens utbredningsområde är Filippinerna. Inga underarter finns listade i Catalogue of Life.